# اژدهای لاجوردی

اژدهای لاجوردی بر روی پرچم ملی چین در دوران سلسله چینگ، ۱۸۸۹–۱۹۱۲

اژدهای لاجوردی روی نشان ملی چین، ۱۹۱۳–۱۹۲۸

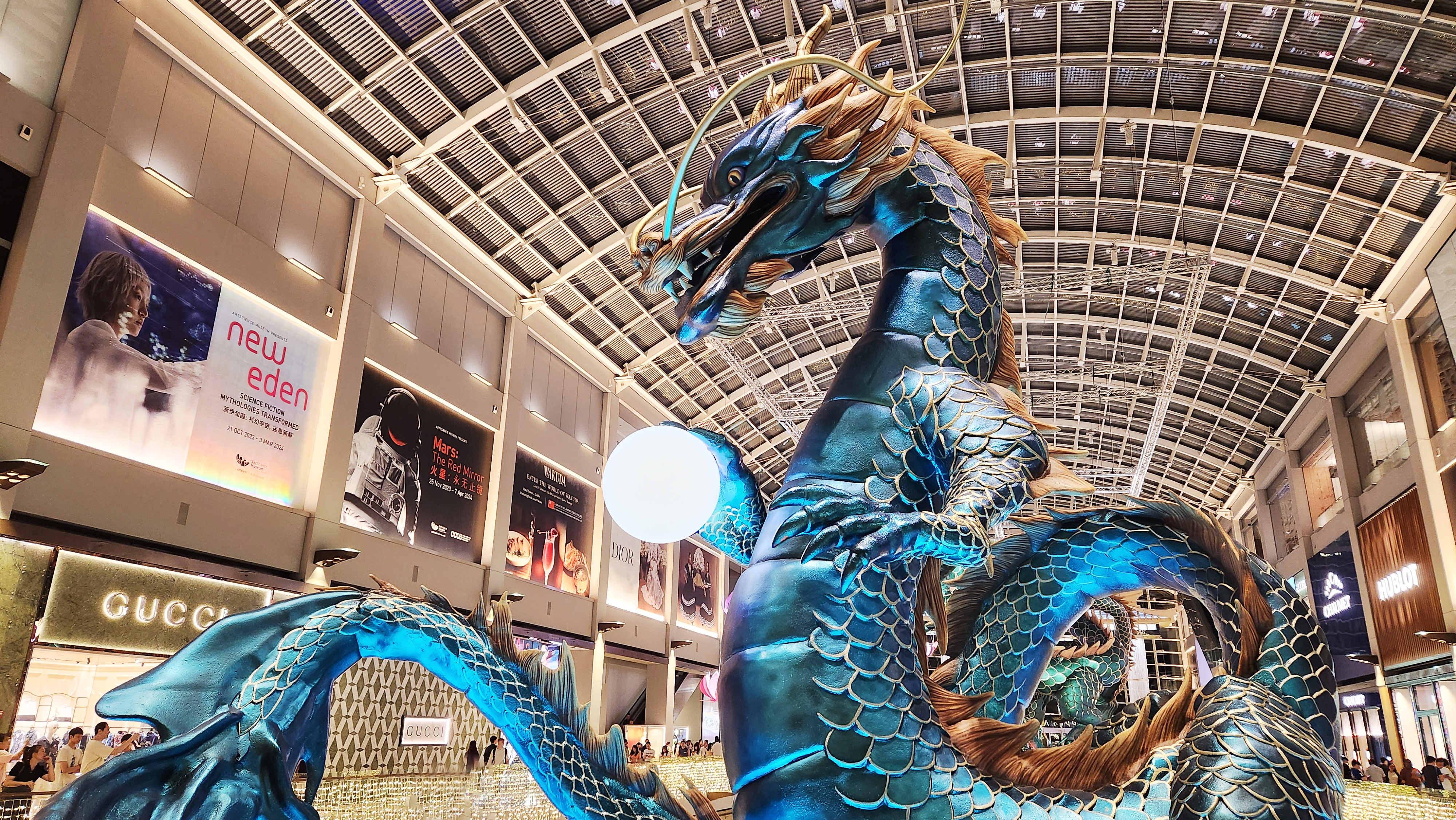
نمایش اژدهای لاجوردی در مارینا بی سندز، سنگاپور، در طول سال نو قمری ۲۰۲۴.

اژدهای لاجوردی، یا اژدهای آبی یکی از خدایان اژدها است که نمایانگر نیروهای کوه یا چتونیِ والاترین خدایان پنج منطقه است. همچنین یکی از چهار نماد صورت‌های فلکی چینی است که بازنمایی‌های اختری ووفانگ شانگدی هستند. اژدهای لاجوردی نماد شرق و فصل بهار است. همچنین گاهی اوقات به آن اژدهای سبز-آبی، (اژدهای سبز) یا (اژدهای آبی) گفته می‌شود.
اژدها اغلب در رسانه‌ها، فنگ‌شویی، فرهنگ‌های دیگر و در مکان‌های مختلف به عنوان اژدهای سبز و اژدهای آوالون شناخته می‌شود. لقب کارگردان اصلی او «اژدهای آبی سبز شرق» است.
این اژدها در زبان ژاپنی به نام‌های Seiryū، در زبان کره‌ای به Cheongryong و در زبان چینی به Thanh Long به زبان ویتنامی.

## اژدهای آبی در کره
در کره، اژدهای آبی در نقاشی‌های دیواری مقبره‌های گوگوریو و گوریو به همراه خدایان دیگر به تصویر کشیده شده است. همچنین در طول سلسله چوسون بر روی سقف دروازه شرقی کاخ به تصویر کشیده شده است. به عنوان مثال، اژدهای آبی در حال حاضر بر روی سقف دروازه گئونچونمون کاخ گیونگ بوک گونگ در چوسون قرار دارد.

## نقاشی دیواری

اژدهای آبی در سه مقبره کانگسو  در گوگوریو

موارد زیادی از وجود اثر هنری اژدهای آبی (لاجوردی) در گوگوریو یافت می‌شود و احتمالش زیاد است که بسیاری دیگر از این آثار در زمان نابودی گوگوریو از بین رفته باشند، اما همچنان در چندین مقبره باقی مانده از گوگوریو، آثاری از اژدهای آبی وجود دارد، که نمونه آن آرامگاه‌های شماره ۱، ۲ و ۳ آناک می‌باشد.